# Caravan (groupe)
Pour les articles homonymes, voir Caravan.
Caravan est un groupe britannique de rock, originaire de la région de Canterbury, en Angleterre. Il est formé par les anciens membres de la formation The Wilde Flowers, le claviériste David Sinclair et son cousin le bassiste Richard Sinclair, avec le guitariste Pye Hastings et le batteur Richard Coughlan en 1968. Le groupe n'a jamais atteint le grand succès commercial qui leur était largement prédit au début de leur carrière, mais est néanmoins considéré comme un élément clé de la scène de Canterbury, mélangeant rock psychédélique, jazz et influences classiques pour créer un son rock progressif distinctif.
Le groupe est initialement basé à Whitstable, Kent, près de Canterbury, mais se délocalise par la suite à Londres lorsqu'il signe brièvement avec Verve Records, publiant leur premier album éponyme. Après avoir été abandonné par Verve, le groupe signe chez Decca Records, où il sort son album le plus acclamé par la critique, In the Land of Grey and Pink en 1971. Dave Sinclair part après la sortie de l'album et le groupe est près de se dissoudre l'année suivante. Hastings et Coughlan décident toutefois de prolonger l'expérience et ajoutent de nouveaux membres, notamment le violoniste Geoffrey Richardson, avant de se mettre peu à peu en sommeil à partir de 1978.
Le groupe se reforme plusieurs fois au cours des décennies suivantes, et Caravan reste actif en tant que groupe au XXIe siècle, malgré la mort de Richard Coughlan en décembre 2013.

## Historique

### Débuts
Les membres originaux de Caravan, David Sinclair, Richard Sinclair, Pye Hastings et Richard Coughlan ont tous joués avec The Wilde Flowers à Canterbury, mais pas en même temps. Richard Sinclair est un des premiers membres, mais il est parti en septembre 1965 pour étudier à l'université. Hastings remplace Robert Wyatt en tant que chanteur et Coughlan lui succède à la batterie quand Wyatt s'en va former Soft Machine. David Sinclair rejoint The Wilde Flowers à la fin de 1966, mais après que le futur membre de Soft Machine Hugh Hopper ait quitté en juin l'année suivante, ils commencent à manquer d'élan et se séparent en octobre 1967.
Coughlan, Hastings et les cousins Sinclair forment donc Caravan en 1968. « Nous avions tous le même but », se souvient Richard Sinclair, « de faire notre musique, de l'écrire nous-mêmes et de vivre de cela. » Les 4 musiciens louent une maison à Whitstable, Kent pendant six mois, où ils commencent à écrire et à répéter du nouveau matériel. Ils empruntent également le système sonore de Soft Machine pour les répétitions alors que ce groupe était en tournée avec Jimi Hendrix aux États-Unis, car Caravan n'avait pas assez de fonds pour leur propre équipement. Ils sont forcés de partir en juin et finissent par vivre dans des tentes et à répéter dans une église locale. En octobre, ils attirent l'attention du publiciste de la musique Ian Ralfini, qui les signe à la maison de disques américaine, Verve Records, et devient le premier acte britannique qu'ils ont signé. Verve sort par la suite le premier album du groupe, Caravan en 1968, mais quelques mois plus tard la maison de disques cesse ses activités en Angleterre et le groupe se retrouve sans contrat de disque à nouveau.
Après une série de concerts à Londres, y compris le Speakeasy Club, le groupe est présenté à Terry King, qui deviendra le premier agent de Caravan. David Hitchcock, qui travaillait dans le département d'art de Decca Records, demande au président de la compagnie, Hugh Mendl, de signer le groupe. Ils commencent alors à enregistrer leur deuxième album, If I Could Do It All Over Again, I'd Do It All Over You, en septembre 1969, tout en continuant de jouer dans le circuit universitaire, et apparaissant lors de festivals aux côtés de Pink Floyd, Yes, The Nice et Soft Machine. L'enregistrement de l'album continue en février 1970, avec le morceau de 14 minutes For Richard, qui diffère du style habituel du groupe, influencé par le jazz rock. L'album est publié en août 1970, et soutenu avec une apparition au Festival Plumpton aux côtés de Van Der Graaf Generator, Yes et Colosseum. Le single Hello Hello qui suit les aide à apparaître sur l'émission Top of the Pops, où ils interprètent la chanson-titre de l'album.
Au milieu des années 1970, Caravan commence à faire des concerts, notamment au Kralingen Pop Festival, aux Pays-Bas, devant 250 000 personnes et au 10e Festival de Plumpton. À l'automne 1970, Caravan commence à travailler sur l'un de leurs albums les plus acclamés par la critique, In the Land of Grey and Pink. Le reste de l'écriture des chansons change par rapport aux deux précédents albums, Richard Sinclair jouant un rôle plus important. Sa chanson Golf Girl est écrite au sujet de sa petite amie (et future épouse), mais les paroles sont réécrites dans la version finale. Le groupe décide de suivre For Richard avec une série de courtes sections de chansons écrites par David Sinclair, que le reste du groupe travaille et lie ensemble pour former un long morceau, Nine Feet Underground. Bien que le morceau ait été enregistré en cinq étapes séparées et assemblées, le groupe joue la suite en direct comme il est finalement présenté sur l'album, et restera populaire dans leur discographie. L'album est sorti en avril 1971, et bien qu'il ne figure pas dans les charts, il reste édité depuis, et est remasterisé en format CD à plusieurs reprises, notamment en numérique en 2011 par Steven Wilson de Porcupine Tree. Nine Feet Underground est régulièrement diffusé sur radio FM, tard dans la nuit, au début des années 1970.
Malgré le succès critique de In the Land of Grey and Pink, le groupe est déçu par son manque de succès commercial, estimant que Decca ne faisait pas suffisamment la promotion du groupe ou n'investissait pas assez d'argent. En août 1971, David Sinclair accepte un travail avec Matching Mole, le nouveau groupe de batteur de Soft Machine, Robert Wyatt. Réfléchissant à la décision de partir, Sinclair a dit plus tard : « Je sentais que tout ça stagnait ... Je voulais jouer avec d'autres personnes, mais je devais accepter qu'avec Caravan c'était tout ou rien. »  Hastings se souvient que « le départ de Dave a été un sérieux coup dur. »

### Changements dans la formation
Les membres restants continuent ensemble, et Richard Sinclair invite le claviériste britannique Steve Miller à rejoindre le groupe. Cependant, il devient immédiatement évident que le style du groupe serait différent. Sinclair et Miller voulaient faire plus de jazz rock, alors que Hastings était frustré que leur style habituel soit négligé, et qu'il était « pratiquement impossible » que Miller joue dans le style de David Sinclair. Le groupe commence à enregistrer un nouvel album, Waterloo Lily à la fin de 1971, qui est la première utilisation de l'instrumentation orchestrale, arrangée par Hastings et son frère, Jimmy, qui avait été invité sur les albums précédents. L'album est publié en mai 1972, mais à ce moment-là, les divergences musicales avaient atteint leur paroxysme, et après un concert avec Genesis en juillet, le groupe se sépare. Richard Sinclair expliquera plus tard : « Ça n'a pas vraiment marché avec Steve dans le groupe parce que la musique a commencé à être un peu trop lâche pour la façon dont Pye et Richard Coughlan ont joué. »
Hastings et Coughlan décident de continuer en tant que Caravan, et le duo recrute l'altiste Geoffrey Richardson, le bassiste Stu Evans et le claviériste Derek Austin et fait de nombreuses tournées. Cette formation n'a fait aucun enregistrement avant que Evans ne soit remplacé par John G. Perry et Dave Sinclair ne rejoigne le groupe en 1973.
L'album qui en résulte For Girls Who Grow Plump in the Night (1973) est très bien accueilli par la presse spécialisée, et montre que le groupe pourrait survivre à la perte de Richard Sinclair. Jimmy Hastings reprend son rôle d'orchestrateur avec Martyn Ford et John Bell, tandis que Mike Ratledge de Soft Machine contribue une pièce instrumentale, Backwards, dans le cadre d'un medley. Le groupe suit avec un album live, Caravan and the New Symphonia (1974), y compris des arrangements orchestraux par Martyn Ford et la direction par Simon Jeffes.
Perry part après le New Symphonia, et est remplacé par Mike Wedgwood pour l'album Cunning Stunts (1975), qui atteint le top 50 au Royaume-Uni, et est un succès mineur aux États-Unis, atteignant le numéro 124. Il est le dernier album sorti sur Decca ayant précédé un certain nombre d'autres problèmes dans le groupe. David Sinclair quitte après l'enregistrement de l'album et est remplacé par Jan Schelhaas, avec le son du groupe devenant plus mainstream. Le groupe signe chez BTM Records de Miles Copeland - le frère de Stewart Copeland, ex-batteur de Curved Air et des Police - et enregistre Blind Dog à St. Dunstans (1976), qui était un autre album à critique mineure, mais à ce moment le groupe était en désaccord avec les tendances musicales dominantes, et après un dernier album, Better by Far (1977) sur Arista Records, c'est la scission de groupe.

### Dernières années

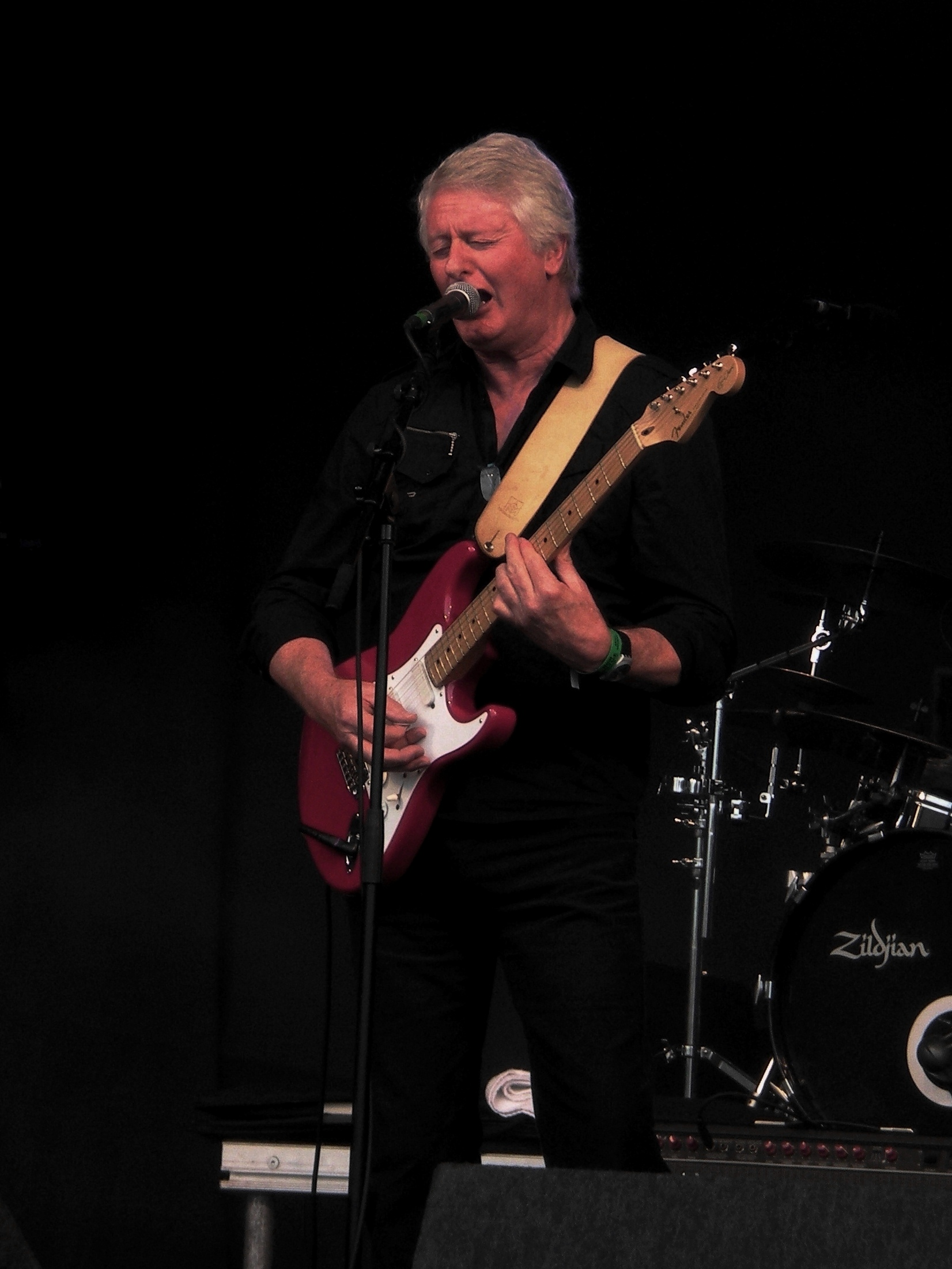
Pye Hastings avec Caravan au High Voltage Festival en 2011.

Le groupe se retrouve en grande partie en sommeil dans les années 1980 jusqu'à ce qu'une réunion de 1990, prévue comme une seule fois pour la télévision, revigore leur carrière. Le groupe continue sa tournée au début des années 1990, avant le départ de Richard Sinclair. Il est remplacé par Jim Leverton, tandis que Geoffrey Richardson rejoint le groupe. Cette version du groupe publie l'album The Battle of Hastings en 1995.
Le groupe continue à jouer au XXIe siècle. Ils réalisent également des ventes stables et un suivi des fans avec le soutien de l'émission Freak Zone de Stuart Maconie sur BBC 6 Music. Après avoir joué à NEARFest en 2002, ils sortent l'album The Unauthorized Breakfast Item en 2003, où David Sinclair est remplacé par Jan Schelhaas. Une collection d'archives des sessions de la BBC de 1968-1975, The Show of our Lives est publié en 2007.
En 2010, Pye Hastings annonce que le groupe avait repris ses activités en prévision d'un enregistrement unique au Metropolis Studios pour ITV, qui a eu lieu en décembre 2010. Du nouveau matériel est écrit pour une première représentation, et le groupe est rejoint par Mark Walker à la batterie et aux percussions, puisque Richard Coughlan qui était encore membre du groupe mais était trop malade pour partir en tournée. Le DVD de ce concert est publié en mai 2011 et l'enregistrement est diffusé sur ITV dans le cadre de la série Legends.
En janvier 2013, le groupe termine avec succès une tournée au Royaume-Uni pour célébrer le 40e anniversaire de l'album For Girls Who Grow Plump in the Night. Cela est suivi plus tard dans l'année par l'annonce d'un nouvel album, Paradise Filter. L'album est financé par une campagne de PledgeMusic, Hastings déclare « maintenant vous pouvez faire partie du processus en vous engageant à soutenir ce projet. »  Le 1er décembre 2013, le membre fondateur Richard Coughlan est décédé, ayant été en mauvaise santé pendant quelques années,. Ses funérailles ont lieu à Canterbury le 20 décembre. Une déclaration du groupe s'est ainsi faite : « son style de jeu unique et sa bonne humeur nous manqueront énormément. »
Caravan dirige le festival RoSfest en Pennsylvanie, États-Unis, du 2 au 4 mai 2014.

## Style musical
Caravan est considéré comme un exemple clé du genre de la scène de Canterbury. Leurs disques indiquent généralement une influence de jazz, et les textes du groupe ont été décrits comme lunatiques et très « britanniques », particulièrement pendant le mandat de Richard Sinclair dans le groupe. Après le départ de ce dernier, la direction musicale est principalement dirigée par Pye Hastings, qui a préféré une approche plus douce du pop rock. Bien que le groupe partage une histoire commune avec Soft Machine, ils sont considérés comme plus mélodiques et plus proches de la musique folk et montrant souvent un sens de l'humour. Le groupe était principalement axé sur l'album, mais Hastings croit que le groupe enregistre assez de pop simple qui aurait pu être produits en singles si la compagnie de disques avait pris suffisamment d'intérêt.
Sur le plan instrumental, le son d'orgue Hammond de David Sinclair est un ingrédient clé des premiers albums de Caravan et son jeu est l'instrument dominant sur eux. Sa palette musicale s'est ensuite étendue aux synthétiseurs. Le jeu des bois de Jimmy Hastings et les arrangements orchestraux ont également été une caractéristique régulière dans la musique du groupe depuis sa création.

## Membres

### Membres fondateurs
- Pye Hastings - guitare, chant (depuis 1968)
- Richard Sinclair - basse, chant (1968-1972, 1978, 1981-1993)
- David Sinclair - claviers (1968-1971, 1973-1975, 1980-2002)
- Richard Coughlan (†) - batterie (1968-2013), mort le 1er décembre 2013

### Anciens membres
- Steve Miller - claviers (1971-1972)
- Derek Austin - claviers (1972-1973)
- Stuart Evans - basse (1972-1973)
- Geoffrey Richardson - violon, flûte, chant (1972-1981, 1995-1996, depuis 1997)
- John G. Perry - basse, chant (1973-1974)
- Mike Wedgwood - basse, chant (1974-1976)
- Jan Schelhaas - claviers (1975-1978, depuis 2001)
- Dek Messecar - basse, chant (1977-1981)
- Jimmy Hastings (†)  - saxophone, flûte (1990-1993, 1996), mort le 20 mars 2024
- Jim Leverton - basse, chant (depuis 1995)
- Doug Boyle - guitare (1996-2007)
- Simon Bentall - percussions (1996-1997)
- Mark Walker - batterie, percussions (depuis 2010)

## Discographie

### Albums studio
- 1968 : Caravan
- 1970 : If I Could Do It All Over Again, I'd Do It All Over You
- 1971 : In the Land of Grey and Pink
- 1972 : Waterloo Lily
- 1973 : For Girls Who Grow Plump in the Night
- 1975 : Cunning Stunts
- 1976 : Blind Dog at St. Dunstans
- 1977 : Better by Far
- 1980 : The Album
- 1982 : Back to Front
- 1995 : The Battle of Hastings
- 2003 : The Unauthorized Breakfast Item
- 2013 : Paradise Filter
- 2021 : It's None of Your Business

### Albums live
- 1974 : Caravan and the New Symphonia (enregistré en 1973)
- 1975 : The Show of our Lives Live at the BBC 1968/1975
- 1991 : BBC Radio 1 Live in Concert (enregistré en 1975)
- 1992 : Live 1990 (enregistré en 1990)
- 1998 : Songs for Oblivion Fishermen (enregistré en 1970-1974)
- 1998 : Ether Way (enregistré en 1975-1977)
- 1999 : Live: Canterbury Comes to London (enregistré en 1997)
- 1999 : Surprise Supplies (enregistré en 1974)
- 2002 : Live at Fairfield Halls, 1974 (enregistré en 1974)
- 2004 : Grey, Pink and Gold, 2004 (enregistré entre 1991 et 2002)
- 2014 : Nights Tale: Live at the Patriots Theater

### Compilations
- 1976 : Canterbury Tales
- 1980 : The Best of Caravan Live
- 1994 : Cool Water
- 1996 : All Over You
- 1998 : Travelling Man
- 1999 : All Over You... Too
- 2000 : Where but for Caravan would I?

## Filmographie
- 2015: Romantic Warriors III: Canterbury Tales (DVD)